# Розумні матеріали
Розу́мні матеріа́ли (інтелектуальні матеріали, смарт-матеріали, англ. smart material) — клас різних за хімічним складом і агрегатним станом матеріалів, яких об'єднує наявність однієї або декількох фізичних (оптичних, магнітних, електричних, механічних) або фізико-хімічних (реологічних та ін.) характеристик, що суттєво (нелінійно) змінюються під впливом зовнішніх факторів: тиску, температури, вологості, концентрації pH, електричного або магнітного полів тощо.

## Загальний опис
«Розумними» різнорідні матеріали цієї групи робить наявність у них взаємозалежних, але різних за своєю природою властивостей (механічних, електричних, магнітних тощо). Це дозволяє використовувати дані матеріали або як сенсори, чутливі до якогось зовнішнього впливу, або як виконавчі пристрої (актуатори), що передають вплив з пристрою керування на об'єкт керування. І в тому, і в іншому випадку функція відгуку на вплив, як правило, є нелінійною. Деякі з «розумних» матеріалів можуть самостійно реагувати на зовнішні впливи, як, наприклад, біметалеві пластини в найпростіших регуляторах температури.
Матеріали цього типу зазвичай створюються з використанням різних фізичних або фізико-хімічних ефектів (наприклад, п'єзоелектричних, електрострикційних або магнітострикційних явищ чи ефекту пам'яті форми), що спостерігаються в певних матеріалів.

## Класифікація
Розумні матеріали за фізичними ефектами, що лежать в основі їх використання можна розділити на сім основних груп:
а) Зміна кольору:
- фотохромні матеріали — матеріали, що здатні зворотно змінювати колір залежно від інтенсивності світла, що падає на них;
- термохромні матеріали — мають здатність зворотно змінювати колір при зміні температури. Більшість робочих температур становить від —15 до 250 градусів за Цельсієм, хоча цілком можливо, розширити межі в обидва боки;
- електрохромні матеріали, характерною особливістю цих яких є здатність до зворотних оптичних змін, під впливом потоку електронів (під впливом електричного струму). Оптичні зміни полягають у зміні кольору, яка може проявлятись як поява забарвлення або зміна одного кольору іншим. Такі ж зміни можуть відбуватися в матеріалі, що окислюється (брак електронів) чи відновлюється (надлишкові електрони).

б) Світловипромінювання:
- електролюмінесцентні матеріали мають здатність випромінювати світло при протіканні струму через них. При світловому випромінюванні не виділяється тепло;
- флуоресцентні матеріали — це речовини, що випромінюють світло видимого чи невидимого діапазону в результаті опромінювання їх хвилями з короткою довжиною (наприклад, рентгенівськими чи ультрафіолетовими променями,). Світло випромінюється тільки тоді, коли матеріал перебуває під дією цих променів. Як тільки опромінення припиняється — ефект пропадає відразу. Цей перехід відбувається дуже швидко — зазвичай відбувається за період до 8…10 с;
- фотолюмінесцентні матеріали мають здатність поглинати світлову енергію і потім випромінюють її у видимому діапазоні світла. Це випромінювання не зникає відрзу після зняття опромінення (на відміну від явища флуоресценції);
- катодолюмінесцентні матеріали — матеріали що випромінюють світло, коли на їх поверхню спрямувати потік електронів;
- термолюмінесцентні матеріали мають можливість випромінювання накопиченої внутрішньої енергії у вигляді видимого світла під впливом нагрівання.
- радіолюмінесцентні матеріали отримують світіння під впливом ядерного опромінення (гама-променів або часток α чи β), що пов'язане із зміною рівня стану електронів в атомах.

в) Зміна форми / розміру:
- електропровідні полімери — полімери, що можуть поєднувати механічні властивості пластмас (гнучкість, міцність, ковкість, еластичність і т. д.) з високою електропровідністю. Їх властивості можуть бути точно відрегульовані за допомогою спеціальних методів органічного синтезу[3];
- електроактивні полімери — полімери, що змінюють форму при прикладанні до них електричної напруги. За механізмом дії поділяються на два класи: діелектричні еластомери та іонні електроактивні полімери;
- магнітострикційні матеріали, принцип роботи яких базується на зміні форми або розмірів тіл при їх намагнічуванні й розмагнічуванні, що викликана зміною взаємозв'язків між атомами в кристалічній ґратці[4];
- п'єзоелектричні матеріали, дія яких ґрунтується на виникненні електричних зарядів (п'єзоелектрики) на гранях деяких кристалів при їхній деформації (напруженні), або навпаки — виникненні деформації (напруження) цих кристалів внаслідок дії електричного поля;
- полімерні гелі, що здатні в сотні разів змінювати свій об'єм при незначній зміні умов навколишнього середовища (температури, складу розчинника, водневого показника середовища — рН)[5];
- матеріали з пам'яттю форми демонструють явище повернення до первісної форми при нагріванні, яке спостерігається у деяких матеріалів після попередньої деформації;
- термомеханічні перетворювачі, що використовують теплове розширення тіл.

г) Зміна температури:
- термоелектричні явища — ефект безпосереднього перетворення електричної напруги між двома точками сполучених тіл на різницю температури між тими точками, або навпаки: різниці температур в електричну напругу.

д) Рідини зі змінною в'язкістю:
- магнітореологічні та феромагнітні, особливістю яких є різке зростання в'язкості під впливом магнітного поля, а в сильных полях вони можуть повністю «затвердівати»[6];
- електрореологічні — основний ефект яких поягає у швидкій оборотній зміні в'язкості дисперсій порошків різноманітних матеріалів в діелектричних рідинах при накладенні зовнішніх електричних полів[7].

е) Самоорганізовані матеріали можуть бути визначені як спонтанне об'єднання окремих, (розсіяних) елементів у впорядковані структури без втручання людини. В результаті структура може нагадувати плоский або тривимірний блок у вигляді трубки, спіральної стрічки чи волокнистої ґратки.
є) Самовідновлювальні матеріали — матеріали, що самовідновлюються у відповідь на структурні пошкодження, такі як тріщини, пробоїни чи деформації

## Застосування
Приклади застосування:
- підвіски транспортних засобів, що змінюють свої характеристики в залежності від дорожніх умов;
- коригування жорсткості гірських лиж у залежності від умов ковзання по схилу;
- тенісні ракетки з можливістю адаптації жорсткості;
- одяг (наприклад, чоботи із самообігрівом або змінною жорсткістю підошви, одяг, що здатний виробляти електричну енергію за рахунок тертя[9]);
- елементи будівель (наприклад, вікна змінної прозорості);
- елементи різьбових з'єднань із системою контролю крутного моменту при загвинчуванні;
- пристрої електроніки (наприклад, іграшки, освітлювальні засоби, пульти дистанційного управління) із самозабезпеченням живлення тощо.